# Rokytenka (přítok Vsetínské Bečvy)
Rokytenka je levostranným přítokem Vsetínské Bečvy ve městě Vsetín ve Zlínském kraji. Délka toku činí 13,3 km. Plocha povodí měří 36,4 km².

## Název
Název potoka pochází od slova rokyta – vrba, je shodný s údolím a městskou částí Vsetína Rokytnice . 

## Průběh toku
Pramení na jižním svahu vrchu Chléviska (641 m n. m.), protéká údolím Hostýnských vrchů Geržičky, obcí Liptál, Lhota u Vsetína, sídlišti Vsetína Rokytnice a Trávníky a u místních lázní se vlévá do Vsetínské Bečvy. 

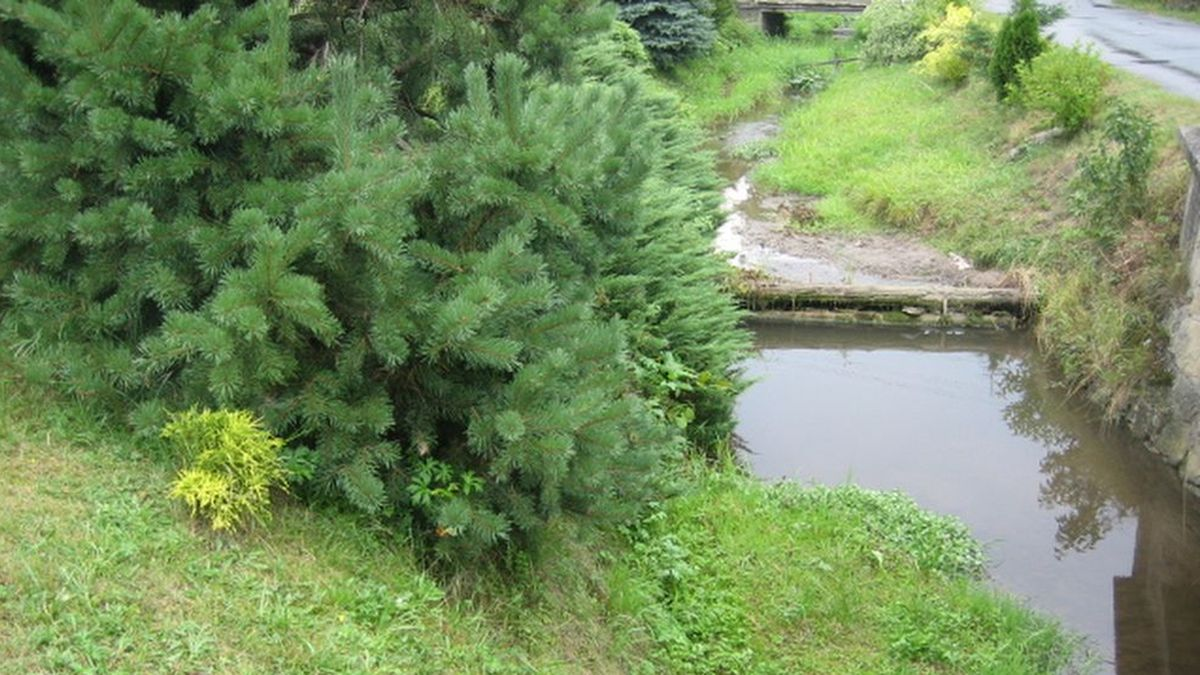
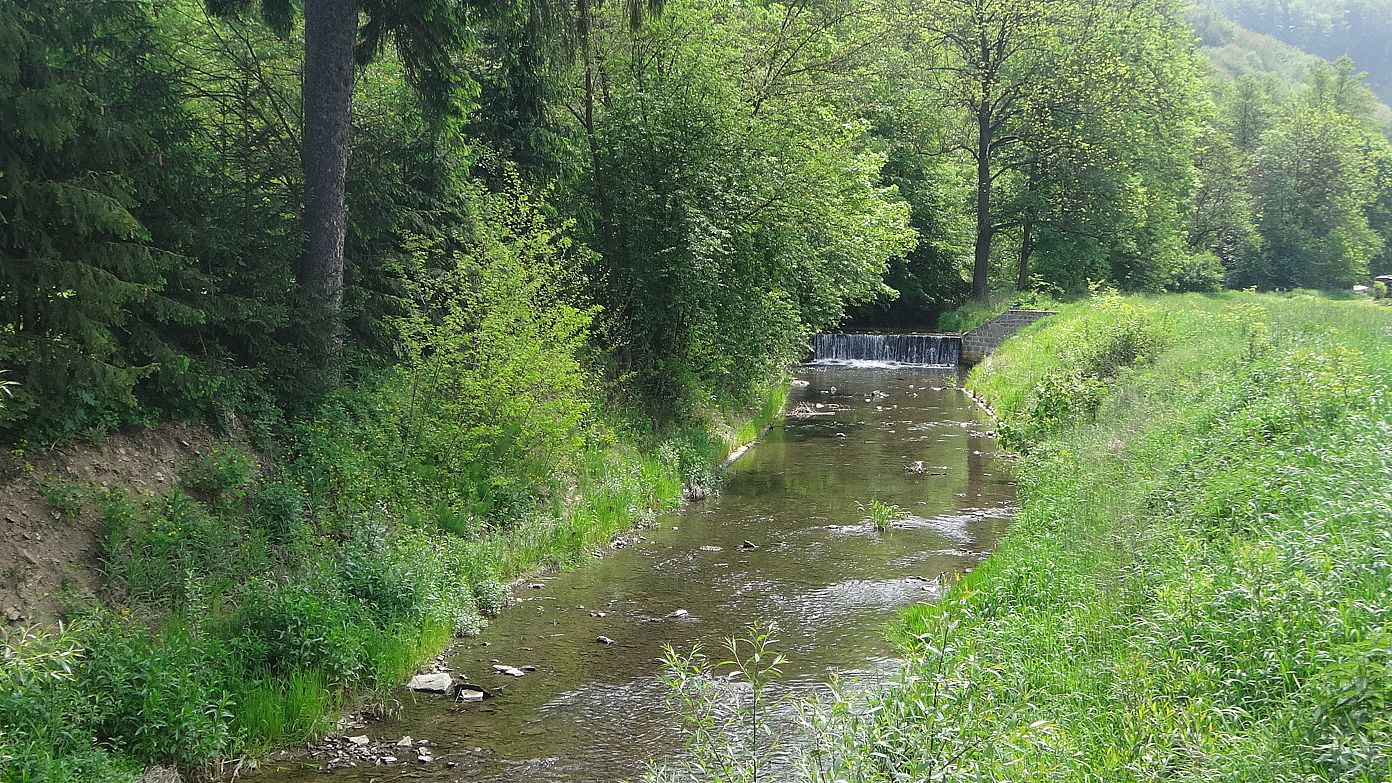
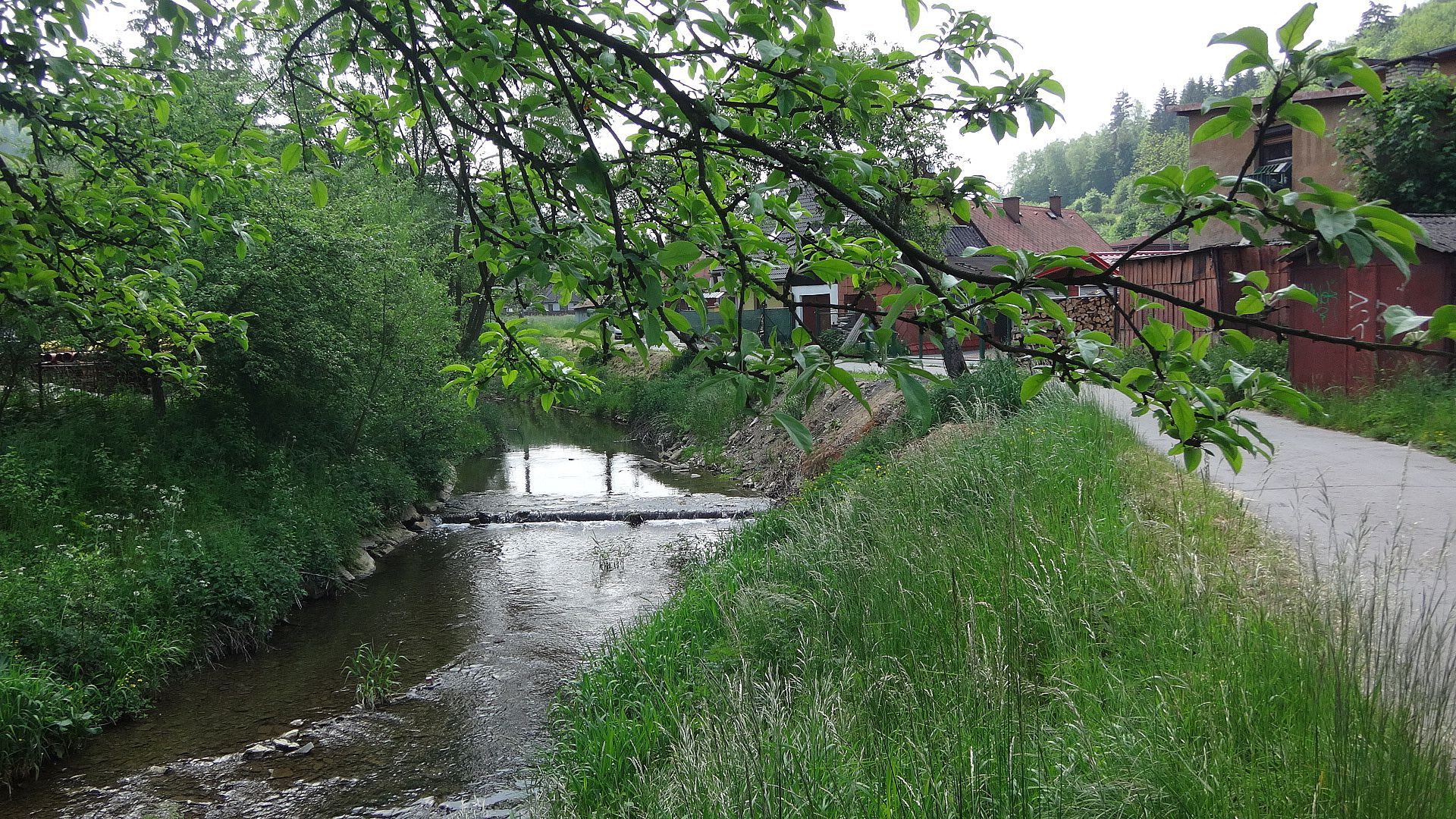
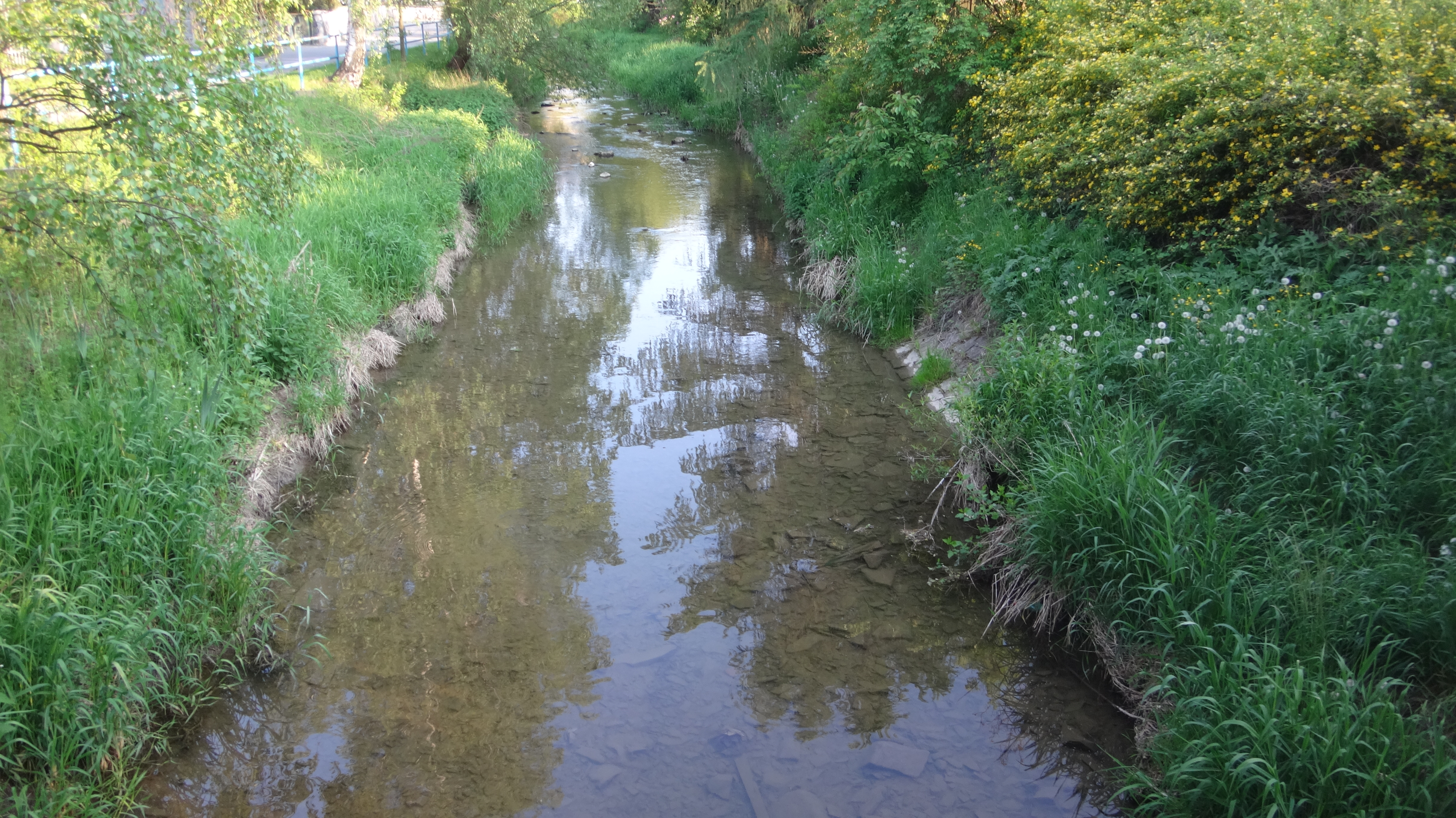
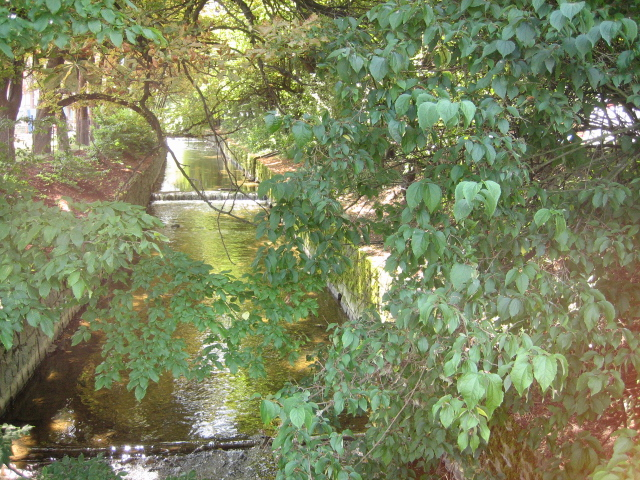

### Větší přítoky
Největším přítokem Rokytenky je potok Sirákovka, který se do ní vlévá zprava v obci Liptál.

## Vodní režim
Průměrný průtok u ústí činí 0,36 m³/s.

## Využití
Využívá se k zavlažování. Slouží  k odvodu odpadních vod – projekt Čistá Bečva.  Jako prevence povodní slouží četné hráze.  K rybolovu slouží rybářské revíry.

### Rybářský revír na Rokytence
Rybářské revíry jsou úseky řeky, které obhospodařuje Český rybářský svaz a jsou určené k vykonávání rybářského práva. Jsou uvedeny v Soupisu revírů a na řece jsou označovány a číslovány proti proudu řeky. Senice má jeden revír uvedený v následujícím popisu.

#### Rokytenka 1
Je pstruhový rybářský revír  evidovaný pod č. 473 081 s délkou toku 15 km má rozlohu 4 ha. Revír obhospodařuje MOČRS Vsetín. Začíná soutokem se Vsetínskou Bečvou ve  Vsetíně souřadnice GPS: 49°20′28″ s. š., 17°59′23″ v. d..Postupujeme-li proti proudu říčka protéká sídlištěm Trávníky, městskou částí Lapač, sídlištěm Rokytnice, místní částí Dolansko, obcí Lhota u Vsetína a obcí Liptál, kde soutokem s potokem Syrákovka  souřadnice GPS: 49°17′28″ s. š., 17°55′30″ v. d. revír končí. K říčce je velmi dobrý přístup po silnici č. 69 ze Vsetína do Zlína a z těsné blízkosti vedoucích stezek pro pěší i cyklisty. Z rybí obsádky je nejvíce zastoupen ve pstruhovém revíru nežádoucí jelec tloušť, z dalších pak  ouklejka pruhovaná. Pstruh obecný, pstruh duhový a v dolní části lipan podhorní se vyskytují hlavně v proudných úsecích a ve splávcích. Počty lososovitých ryb a lipanů jsou přímo závislé na plnění zarybňovací povinnosti. Všechny přítoky jsou CHRO – lov ryb je zakázán!